# 松子&有吉的憤怒新黨
松子&有吉的憤怒新黨（日语：／ Matsuko to Ariyoshi no Ikari Sintou ?）是朝日電視台自2011年開始至2017年每週三晚間播映的談話性綜藝節目，被觀眾簡稱為憤怒新黨，主要出演者為松子Deluxe、有吉弘行、以及青山愛。2017年4月起被《松子&有吉假想天国》替代。

## 節目概要
由朝日電視台節目製作劇組在官方網站上募集來自各地觀眾的「憤怒信件」裡頭寫著在生活中碰到的不爽事情，再交由松子和有吉判斷是不是真的如此，並且會在電視畫面中呈現「松子考」、「有吉考」兩人對於民眾問題的看法見解，討論結束後，如果同意便放入採用信箱、不同意放入不採用信箱，這也是這部綜藝節目名稱要塑造兩位藝人成為虛擬的政治黨員，收錄它們如何看待國民的意見。

## 節目主持
- 松子Deluxe（幹事長）
- 有吉弘行（政調會長）
- 青山愛（庶務：2016年4月13日－2017年3月27日）

### 過去出演者
- 夏目三久（總裁秘書 : 2011年4月6日－2016年3月30日）
- 塙宣之

## 節目單元
1. 國民的憤怒
2. 新·三大〇〇調查會
3. 即將成為調查會
4. 本週惹怒別人的人
5. 調查你的記憶 記憶調查委員會

## 節目歷史
- 2011年4月6日：憤怒新黨在星期二深夜1:21至1:51於朝日電視台開始播送
- 2011年10月5日：收視率極高和同台節目シルシルミシル交換播放時間
- 2013年1月3日：因為新春特別節目《憤怒新黨》首次在黃金時段登場
- 2015年3月18日：播送到達第200集
- 2016年3月30日：節目五週年之際夏目三久從初代總裁秘書一職退休
- 2016年4月13日：接任夏目三久一職的青山愛被任命為庶務初登場
- 2017年3月27日：常规节目播出最后一期
- 2021年4月23日：为庆祝原节目构成有吉弘行和夏目三久结婚，于该日放送的假想天国SP节目中播出愤怒新党的复活集「临时党大会」，有吉弘行、夏目三久、松子参演，为两人婚后首次公演[3]。
- 2021年9月30日：节目播出2小时直播的解散特辑「最后的党大会」，为夏目三久婚后引退前参演的最后节目[4]。

## 來源引用
1. ↑  許組長. . Medium. 2016年6月8日  [2016年8月30日] （中文（臺灣））. 我們通常暱稱這節目為《怒り新党》，是由幹事長マツコ、政調会長有吉弘行、以及司儀青山愛（今年4月代替夏目三久加入），三人一起主持的談話性節目，幾個月前総裁秘書夏目三久還在時，有種這個節目的重心其實在她身上的感覺，為甚麼？《怒り新党》其實就是每集會蒐集來自全國各地民眾的問題，然後由夏目三久來朗讀觀眾的疑問，接著再請松子和有吉回答，通常節目就會出現「有吉考」和「マツ考」的論點。
2. ↑  熱爆娛樂+. . Blogspot. 2016年8月29日  [2016年8月30日] （中文（臺灣））. 你曾經有過看到電視劇或是電影裡的人即將出糗就害怕到不敢看或甚至馬上轉台的狀況嗎？是不是覺得這種狀況很怪異但是又不知道為什麼會這樣呢？最近日本朝日電視台節目《マツコ&有吉の怒り新党》（松子和有吉的憤怒新黨）剛好在探討這樣的心理狀態，許多有過同樣經驗的人熱烈迴響，引起熱議；廢話不多說，趕快一起來看看吧！
3. ↑  
. 新浪娱乐. 2021-04-22  [2021-04-22]. （原始内容存档于2021-04-22）.
4. ↑  . Yahoo News. 2021-09-27  [2021-09-29]. （原始内容存档于2021-09-29）.

## 外部連結
- 官方網站 （页面存档备份，存于）